# منصة نفط

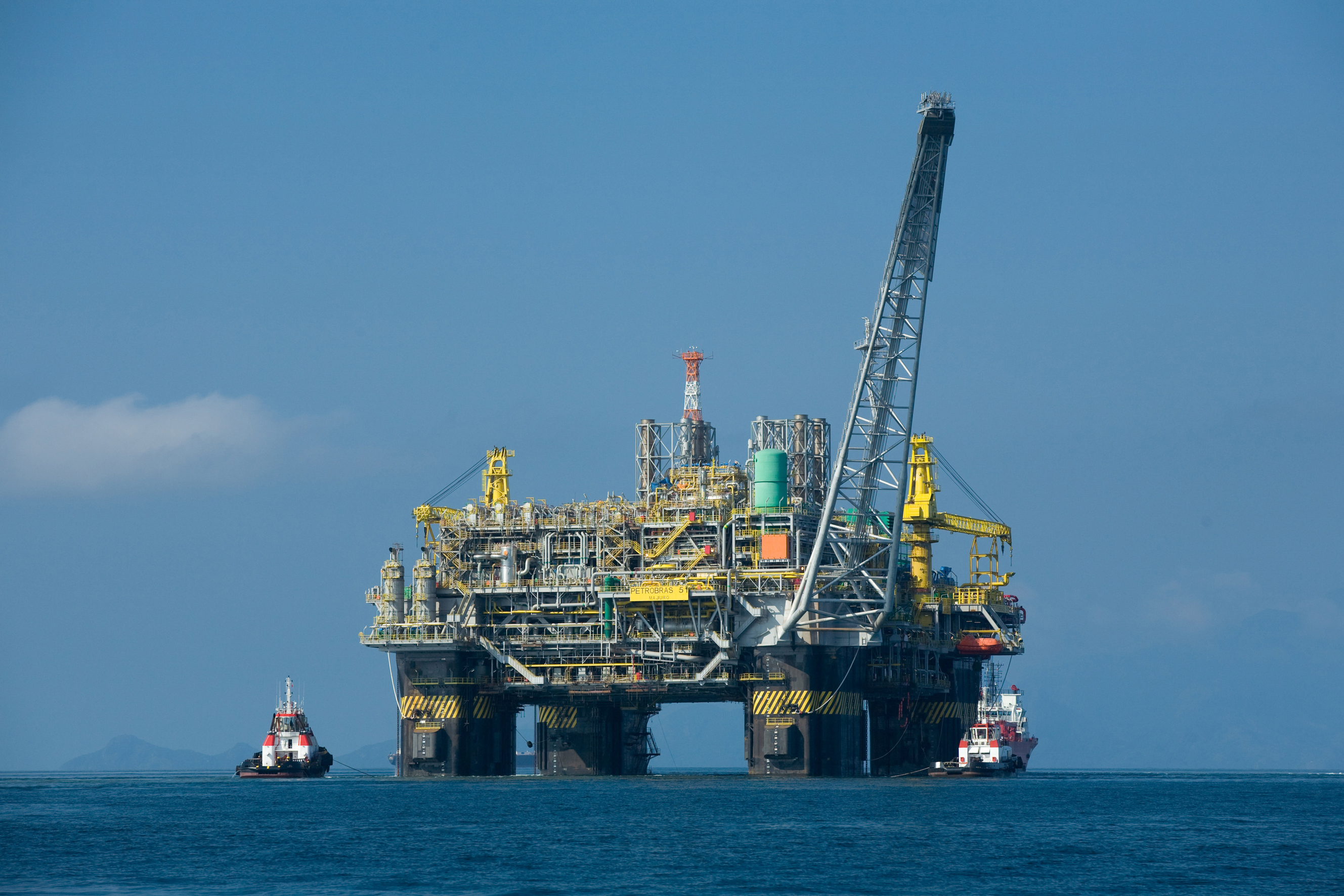
تعتبر منصة النفط P-51 قبالة الساحل البرازيلي بمثابة منصة شبه غاطسة.

1 – بنية المنصة (لاحظ مستوى سطح الماء)
2 – طبقة أرضية،
3 – أنابيب حفر واستخراج ،
4 – طبقة تحتوي على النفط

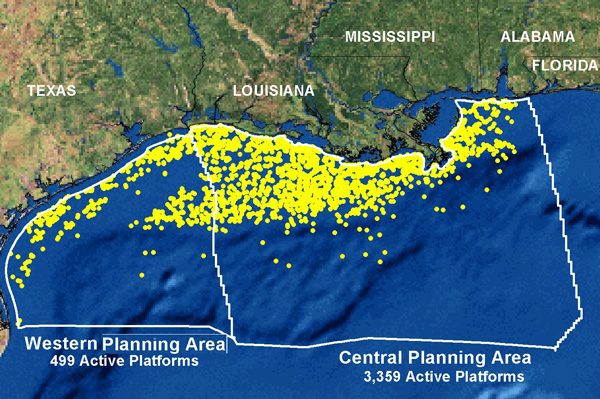
خريطة لـ 3858 منصة حفر بحرية للنفط والغاز موجودة في خليج المكسيك في عام 2006.

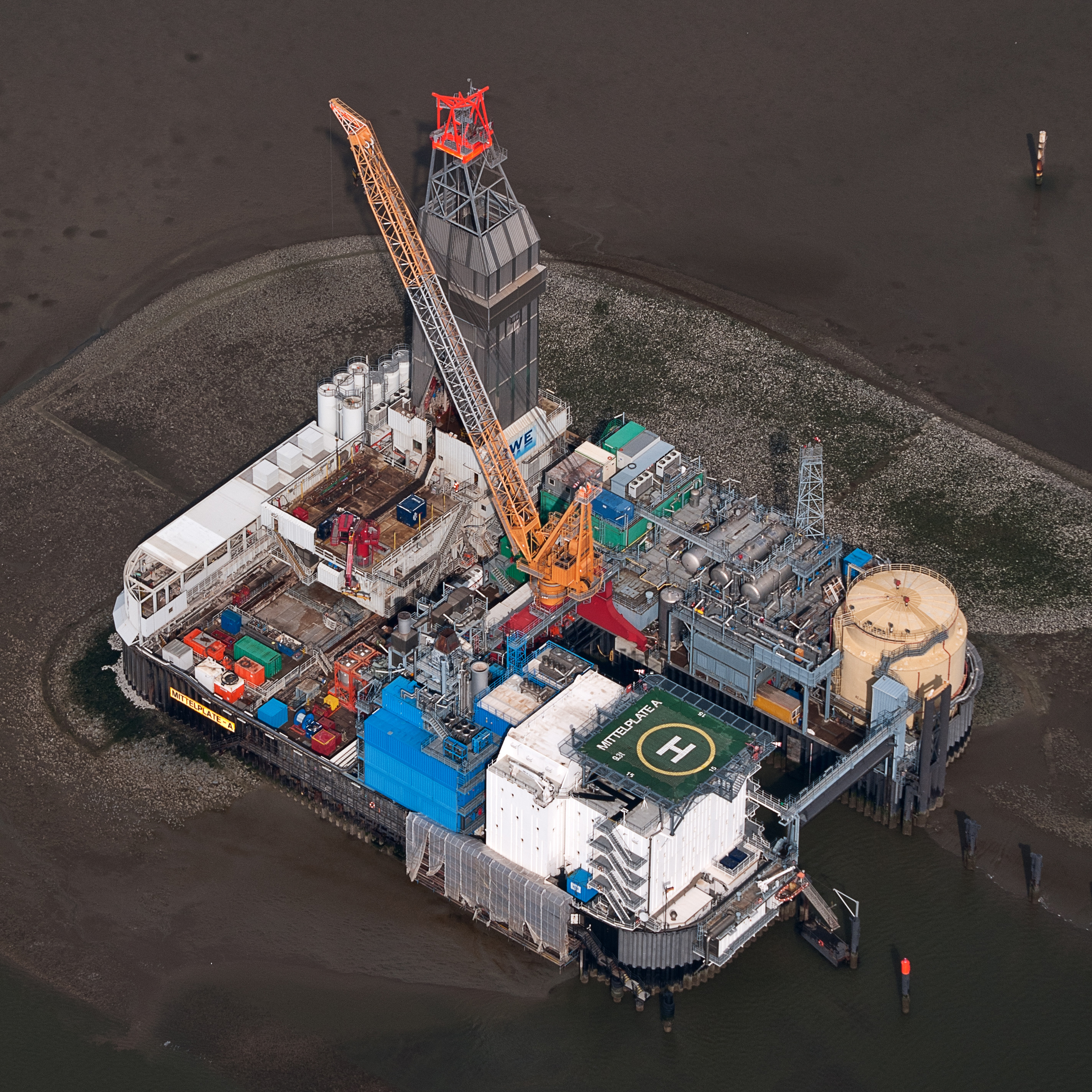
منصة النفط ميتلبليت في بحر الشمال

تعتبر منصة النفط (بالإنجليزية: Oil platform) أو منصة الحفر البحرية (بالإنجليزية: offshore drilling rig) أو ما يُطلق عليه بالعامية جهاز الحفر النفطي، هيكلًا ضخمًا لحفر الآبار، مزود بمرافق تستخدم في استخراج النفط والغاز الطبيعي ومعالجتهما، ويستخدم في التخزين المؤقت للمنتجات إلى أن يتم نقله إلى الساحل ليخضع لعملية التكرير والتسويق. وفي الكثير من النماذج تتضمن المنصة منشآت مهيأة لمبيت العمال أيضًا.
وبناءً على ظروف العمل، يمكن أن تكون المنصة مثبتة بقاع البحر، ويمكن أن تقوم على جزيرة صناعية، أو يمكن أن تكون عائمة. وكذلك يمكن وصل الآبار الموجودة أسفل البحر بالمنصة من خلال خطوط عائمة ومن خلال وصلات سُرية. وأحيانا تتصل هذه الأنابيب القائمة أسفل البحر من بئر أو أكثر، أو مركز متعدد أو أكثر من مراكز الآبار المتعددة.

## التاريخ

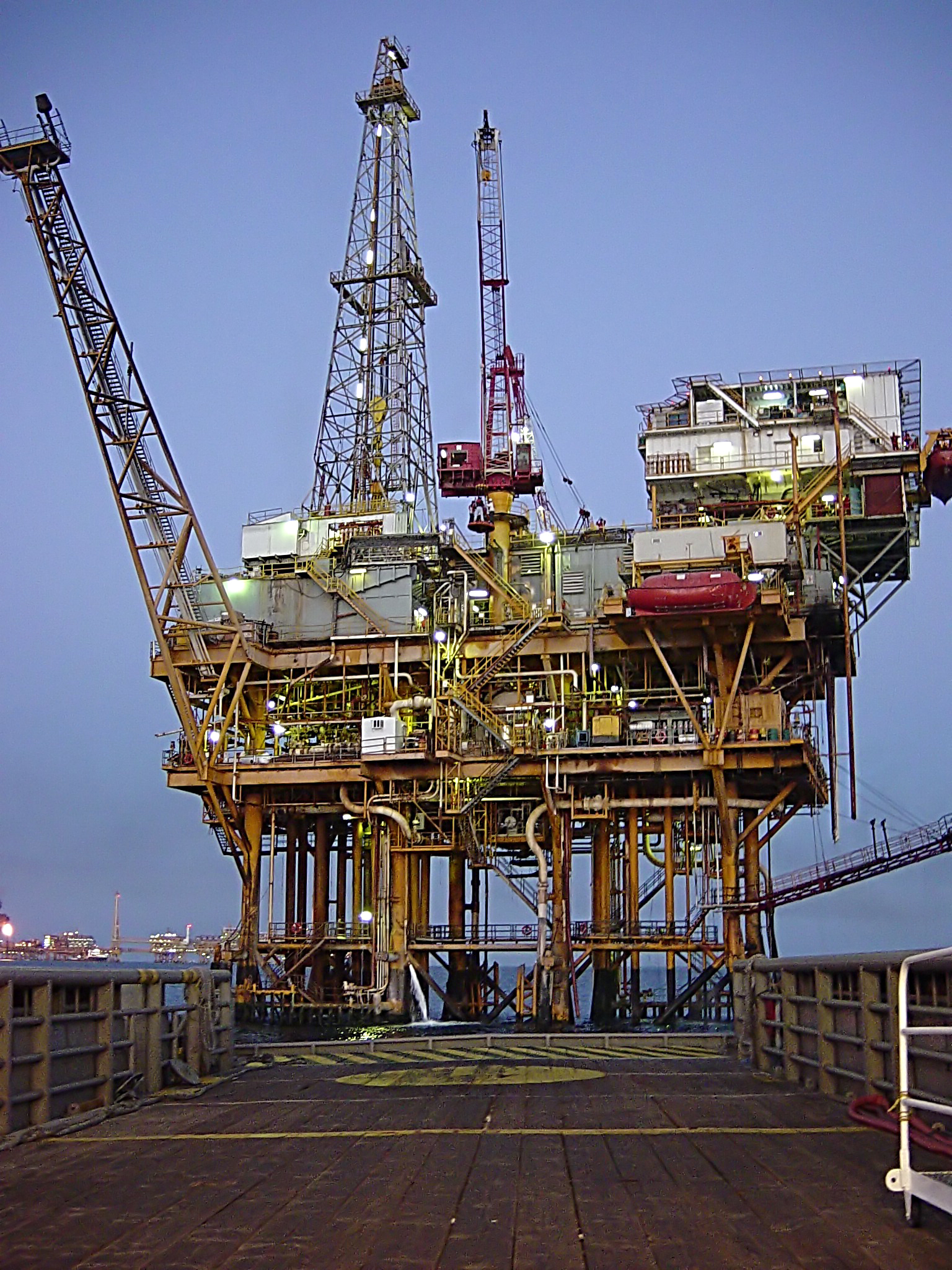
منصة بحرية خليج المكسيك

تم حفر أول مجموعة آبار نفطية مغمورة سنة 1891 تقريبًا من المنصات التي بُنيت على ركائز في المياه العذبة ببحيرة سانت ماري الكبيرة (المعروفة أيضًا باسم صهريج مقاطعة ميرسير) في أوهايو. وقد بُني الصهريج الواسع المسطح بداية من سنة 1837 حتى سنة 1845 ليزود ميامي وقناة إيري بالماء.
وفي سنة 1896، تم حفر أول مجموعة آبار نفطية مغمورة في المياه المالحة في قطاع حقل سمرلاند الممتد أسفل قناة سانت باربرا في كاليفورنيا. وقد تم حفر الآبار من خلال ركائز ممتدة من اليابسة حتى القناة.
وقد شهد الجانب الكندي من بحيرة إيري أنشطة حفر مغمور في العقد الأول من القرن العشرين، وكذلك جانب بحيرة كادو في لويزيانا في العقد الثاني من القرن العشرين. وبعد ذلك بفترة قصيرة، تم حفر الآبار بمناطق المد والجزر على طول ساحل الخليج بتكساس. ويعتبر حقل جوز كريك الواقع بالقرب من مدينة باي تاون، تكساس أحد الأمثلة على ذلك. وفي العقد الثالث من القرن العشرين، تم الحفر باستعمال المنصات الخرسانية ببحيرة ماراكايبو، فنزويلا.
ويعتبر بئر بي بي إيبيت أقدم بئر مُسجّل بقاعدة البيانات البحرية الداخلية والذي خرج إلى النور سنة 1923 في أذربيجان. وقد استخدمت عمليات الردم الأرضي لرفع القطاعات الضحلة في بحر قزوين.
وفي مطلع العقد الرابع من القرن العشرين، أنتجت شركة تكساس أول مراكب صلب متنقلة للحفر في المناطق الساحلية القليلة الملوحة بالخليج.
وفي سنة 1937، استعملت شركة بيور أويل (الآن جزء من شركة شيفرون) وشريكتها شركة سوبريور أويل (الآن جزء من شركة إكسون موبيل) منصة ثابتة لإنشاء حقل في 14 قدم (4.3 م) من المياه، حيث يبتعد ميلًا (1.6 كم) عن شاطئ أبرشية كالكاسيو، لويزيانا.
وفي سنة 1946، أنشأت شركة شركة ماجنوليا للنفط (الآن جزء من شركة إكسون موبيل) منصة حفر في 18 قدم (5.5 م) من المياه، حيث تبعد 18 ميلًا عن ساحل أبرشية سانت ماري، لويزيانا.
وفي مطلع سنة 1947، أنشأت شركة سوبريور للنفط منصة حفر/إنتاج في 20 قدم (6.1 م) من المياه على بعد 18 ميلًا من أبرشية فيرميليون، لويزيانا وفي أكتوبر سنة 1947، أكملت كير مجي للصناعات البترولية (الآن شركة أنادركو للنفط) كشركة تشغيل للشركاء فيليبس للبترول (كونوكو فيلبس) وأموكو للبترول والغاز (بي بي) مجموعتها التاريخية التي ضمّت 32 بئرًا بمنطقة شيب شوال، وذلك قبل أشهر من قيام شركة سوبريور بأعمال الحفر الفعلي في أحد الاستكشافات من خلال منصتها فيرمليون بعيدًا عن الشاطئ. وعلى أي حال، فقد جعل هذا بئر شركة «كير مجي» أول اكتشاف نفطي تجري به أعمال الحفر على اليابسة.
وتمثل حصون بحر التايمز التي أُنشئت في الحرب العالمية الثانية النماذج السابقة المباشرة للمنصات البحرية الحديثة. ولأنه كان قد تم بنائها مسبقًا في وقت قصير، فقد تم تعويمها فيما بعد إلى مواقعها ووضعها على القاع الضحل على مصب نهر التايمز.

## الأنواع
تعد المنصات الكبيرة البحرية المثبتة بالبحيرات والبحار وأجهزة الحفر من بعض أنواع أكبر الهياكل الاصطناعية المتنقلة على مستوى العالم. ويوجد العديد من أنواع منصات النفط وأجهزة الحفر.
في كثير من الأحيان تقوم إحدى الشركات ببناء المنصة المخصصة لمكان ما في البحر في مصنعها على الساحل. وبعد الانتهاء من بناء المنصة تبقي مسألة توصيلها إلى مكانها المختار في البحر لتقوم بعملها. وتقوم سفينة نقل نصف غاطسة مثل ناقلة مايتي سيرفانت 1 بحملها من الميناء إلى مكان عملها في البحر. وهناك تغطس السفينة الحاملة قليلا وتترك المنصة عائمة على سطح الماء. ثم تبتعد عنها وتعود الناقلة إلى البر.
تكون منصة النفط مكتملة من حيث عتاد الحفر وخزانات ابتدائية لاستقبال النفط المستخرج وروافع وغرف لإقامة العاملين، وحمامات، ووحدة صحية صغيرة، ومطبخ ومطعم يقوم بتجهيز الغذاء للعاملين، وصالة لتناول الطعام وربما بعض الترفيه. تتغير وردية العاملين كل أسبوعين في الغالب. حيث يأتي طاقم الوردية بمروحية إلى منصحة النفط أو بمعدية بحرية ان كانت المسافة للشاطيء قصيرة. وبعد تسليم الوردية يعود طاقم الوردية التي أنجزت عملها بالمروحية إلى ذويهم على الشاطيء، ويبقون معهم أسبوعين، إلى حين وقت ورديتهم التالية.
طواقم العمل تكون متخصصة في تقنية استخراج النفط، ويتبعون نظاما محكما للأمان طوال بقائهم على المنصة، حيث وجود مواد مشتعلة على المنصة وفي مكان عملهم تشكل خطرا شديدا على حياتهم وعلى سلامة المنصة. وطبعة عملهم تحتم حصولهم على رواتب يحسدهم عليه الكثيرون.
في حالة إصابة أحد العاملين تقوم الوحدة الصحية الموجودة على المنصة بالإسعافات الأولية، وفي الحالات الصعبة تستدعى مروحية من الشاطيء، فتأتي وتحمل المصاب أو المريض إلى مستشفى على الشاطيء.
بالنسبة إلى أنواع المنصات البحرية فيوضحها الشكل التالي: 

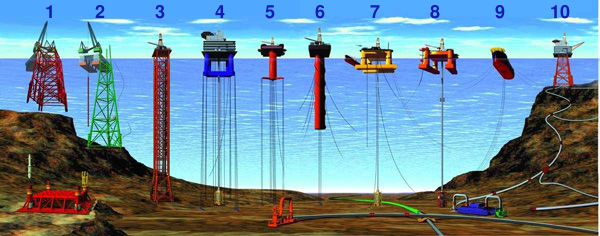
1،2) منصات مثبتة تقليدية، 3) البرج المتوافق، 4،5) منصة ذات أرجل الشد المثبتة رأسيًا وذات أرجل الشد القصيرة، 6)السارية، 7،8) شبه غاطسة، 9) منشأة إنتاج وتخزين وتفريغ عائمة، 10) منشأة إكمال انغمارية ومزودة بحبل ربط.

بعض المنصات البحرية يكون متصلا بخط أنابيب مع الشاطيء ينقل به ما يستخرجه من نفط أولا بأول. وفي بعض المنصات التي تكون بعيدة عن الشاطيء فتكون مزودة بمخازن لتخزين النفط المستخرج ابتدائيا. وعندما يصل حجم المخزون حدا معينا تستدعى ناقلة نفط صغيرة لتفريغ الخزانات، وتوصل حمولتها من النفط إلى الشاطيء.

## منشأة قاعدية جاذبية
المنشأة القاعدية الجاذبية هي أحد أنواع منصات استخراج النفط في البحر. تبنى المنشأة عادة إما من الفولاذ أو الخرسانة المسلحة وتستقر على قاع البحر. تبنى المنشأة القاعدية الفولاذية في المناطق التي لا يتوفر فيها روافع عائمة ثقيلة تستطيع القيام ببناء منشأة خرسانية في عرض البحر (مثال على ذلك في بحر قزوين). فتبنى المنشأة القاعدية الجاذبية من الفولاذ في مياه تركمنستان في بحر قزوين وعلى سواحل نيوزيلندا. وهي لا تزود بخزانات لتخزين النقط أو الغاز المستخرج. وتقام عن طريق جرها عائمة أو محمولة على ناقلة إلى مكان عملها، وهناك تـُنزل إلى قاع البحر وتثبت عليه.

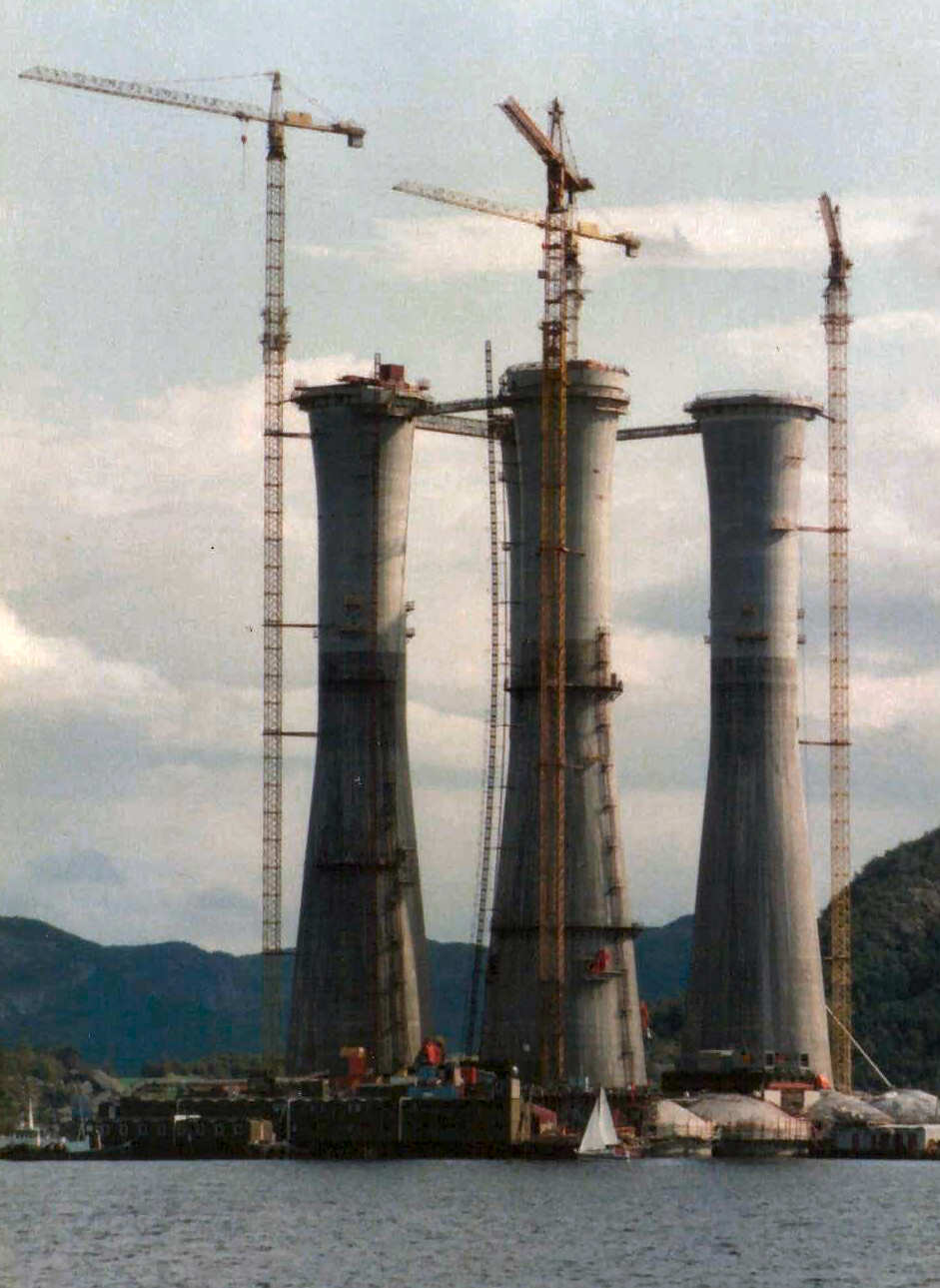
إنشاء Statfjord في النرويج ، وهي منشأة قاعدية جاذبية خرسانية. بعد انتهاء بنائها تجر بالرفاصات إلى موقعها وتغطس لتقف على قاع البحر.

مثال على المنصة القاعدية الجاذبية الفولاذية نجده في «بترونيوس بلاتفورم» المبنية من وحدات مضلعة من ماسورات الفولاذ مرصوصة فوق بعضها البعض مشكلة البرج في خليج المكسيك؛ ويصل ارتفاعها 610 متر، وهي أحد أكبر المنشآت في العالم، ومعظمها تحت سطح البحر، وتستند على قاع البحر.
ومنصة هيبيرنيا على الساحل الشرقي لكندا وهي لأكبر منصة خرسانية منشأة في البحر، وهي تقع فوق «حوض جان دارك» في المحيط الأطلسي شرقا من نيوفاوندلاند. تلك المنصة من نوع منشأة قاعدية جاذبية GBS مستقرة على قاع البحر، يبلغ ارتفاعها 111 متر ومكونة من أربعة أبراج خرسانية مفرغة. تتكيء المنصة فوق أربعة أبراج خرسانية تستطيع تحمل الاصتدام بجبل جليدي. وهي تحوي خزانات لتخزين الإنتاج من النفط، ويمتليء باقي فراغ الأبراج بأثقال لتثبيتها. يصل وزن المنشأة نحو 2و1 مليون طن.